# Königsberg-Klasse (1916)
Die Königsberg-Klasse, auch als Königsberg-II-Klasse bezeichnet, war eine Klasse von vier Kleinen Kreuzern der Kaiserlichen Marine, welche im Ersten Weltkrieg zum Einsatz kamen. Sie ist nach der Kreuzerklasse von 1907 die zweite Klasse, die diesen Namen trägt.

## Allgemeines
Im Jahr 1913 entworfen, führten die vier Schiffe als Baubezeichnung/Planungsbezeichnung „Ersatz Gazelle“, „Ersatz Nymphe“, „Ersatz Niobe“ und „Ersatz Thetis“. Sie wurden beim Stapellauf auf die Namen von Kleinen Kreuzern getauft, welche zu Beginn des Ersten Weltkriegs in fernen Gewässern verlorengingen. Im Gegensatz zur ersten Königsberg-Klasse waren diese Schiffe größer, schneller und stärker bewaffnet (15-cm-Geschütze). Statt des Rammbugs hatten sie einen schrägen Vorsteven. Sie kamen in den letzten beiden Kriegsjahren zum Einsatz.
Nach dem Krieg wurden alle Schiffe dieser Klasse bis auf die Königsberg in Scapa Flow interniert. Bei der Versenkung der Kaiserlichen Hochseeflotte am 21. Juni 1919 konnten Nürnberg und Emden von den Briten auf Grund gesetzt werden. Die Karlsruhe versank und liegt dort noch heute auf dem Grund. Die Königsberg diente nach dem Krieg zunächst als Postschiff für die internierte Hochseeflotte. Anschließend wurde sie als Reparation an Frankreich übergeben. Dort fuhr sie noch einige Jahre unter dem Namen Metz.

## Liste der Schiffe
| Name       | Bauwerft                | Kiellegung       | Stapellauf        | Indienststellung  | Verbleib                                                                                                |
| ---------- | ----------------------- | ---------------- | ----------------- | ----------------- | --- |
| Königsberg | AG Weser, Bremen        | 22. August 1914  | 18. Dezember 1915 | 12. August 1916   | am 5. November 1919 außer Dienst gestellt, französische Kriegsbeute und 1936 abgewrackt                 |
| Emden      | AG Weser, Bremen        | 2. Dezember 1914 | 1. Februar 1916   | 12. März 1917     | versuchte Selbstversenkung am 21. Juni 1919 in Scapa Flow, französische Kriegsbeute und 1926 abgewrackt |
| Karlsruhe  | Kaiserliche Werft, Kiel | 4. Mai 1915      | 31. Januar 1916   | 15. November 1916 | selbstversenkt am 21. Juni 1919 in Scapa Flow                                                           |
| Nürnberg   | Howaldtswerke, Kiel     | Dezember 1914    | 16. April 1916    | 15. Februar 1917  | versuchte Selbstversenkung am 21. Juni 1919 in Scapa Flow, 1922 als britisches Zielschiff versenkt      |

## Technische Beschreibung

### Rumpf
Der Rumpf eines Kreuzers der Königsberg-Klasse, unterteilt in wasserdichte Abteilungen und genietet, war 151,4 Meter lang, 14,2 Meter breit und hatte bei einer Einsatzverdrängung von 7.125 Tonnen einen Tiefgang von 6,32 Metern.

### Antrieb
Der Antrieb erfolgte durch zwölf Dampferzeuger – zehn kohle- und zwei ölbefeuerte Marinekessel – und zwei Turbinensätze, mit denen eine Gesamtleistung von 26.000 PS erreicht wurde. Diese gaben ihre Leistung an zwei Wellen mit je einer Schraube ab. Die Höchstgeschwindigkeit betrug 27,5 Knoten (51 km/h) und die maximale Fahrstrecke 4.850 Seemeilen bei 12 Knoten.

### Besatzung
Die 475 Mann starke Besatzung setzte sich aus 17 Offizieren und 458 Unteroffizieren bzw. Mannschaften zusammen. Als Divisionflaggschiff wurde weitere 5 Offiziere und 20 Unteroffiziere bzw. Mannschaften eingeschifft.

### Bewaffnung
Die Artilleriebewaffnung bestand aus acht 15-cm-SK L/45 in Einzellafette und zwei 8,8-cm-SK L/45 in Einzellafette zur Flugabwehr. Des Weiteren waren vier 50-cm-Torpedorohre (zwei seitlich unter Wasser, zwei an Deck) vorhanden und es konnten bis zu 200 Seeminen transportiert werden.